# Water Valley (Kentucky)
Water Valley és una població dels Estats Units a l'estat de Kentucky. Segons el cens del 2000 tenia 316 habitants.

## Demografia
Segons el cens del 2000, Water Valley tenia 316 habitants, 141 habitatges, i 90 famílies. La densitat de població era de 196,8 habitants/km².
Dels 141 habitatges en un 29,1% hi vivien nens de menys de 18 anys, en un 50,4% hi vivien parelles casades, en un 9,9% dones solteres, i en un 35,5% no eren unitats familiars. En el 34,8% dels habitatges hi vivien persones soles el 18,4% de les quals corresponia a persones de 65 anys o més que vivien soles. El nombre mitjà de persones vivint en cada habitatge era de 2,24 i el nombre mitjà de persones que vivien en cada família era de 2,84.
Per edats la població es repartia de la següent manera: un 24,1% tenia menys de 18 anys, un 7,6% entre 18 i 24, un 26,3% entre 25 i 44, un 23,7% de 45 a 60 i un 18,4% 65 anys o més.
L'edat mediana era de 40 anys. Per cada 100 dones de 18 o més anys hi havia 83,2 homes.
La renda mediana per habitatge era de 26.071 $ i la renda mediana per família de 33.750 $. Els homes tenien una renda mediana de 27.361 $ mentre que les dones 17.500 $. La renda per capita de la població era de 14.387 $. Entorn del 17,5% de les famílies i el 21,1% de la població estaven per davall del llindar de pobresa.

## Poblacions més properes
El següent diagrama mostra les poblacions més properes.